# Système éducatif en Irlande
Le système éducatif irlandais est très similaire aux autres systèmes occidentaux, incluant trois niveaux distincts : primaire, secondaire et supérieur. La croissance économique depuis les années 1960 a entraîné des changements dans le système.

## Introduction
L'école est obligatoire de 6 à 16 ans ; cependant, la présence d'un enseignement préscolaire fait que beaucoup d'élèves commencent à 4 ans. L'éducation étant largement financée par l'État, la majorité des établissements d'enseignement ne demande pas de frais de scolarité. Cependant, les frais liés aux achats de manuels scolaires ou d'uniformes sont toujours à la charge des parents. 
Le ministère de l'Éducation et des Compétences (Department of Education and Skills ; An Roinn Oideachais agus Scileanna), sous contrôle du ministre de l'Éducation et des Compétences, est l'organe central de contrôle et de financement du système éducatif ; l'enseignement supérieur est pris en charge par l'Autorité nationale des qualifications de l'Irlande (National Qualifications Authority of Ireland) et l'Autorité de l'éducation supérieure (Higher Education Authority). À un niveau local, les comités d'enseignement professionnel (Vocational Education Committees) s'occupent de l'enseignement professionnel en délégation du gouvernement. Il existe également d'autres structures liées à l'éducation. L'actuel ministre de l'Éducation et des Compétences est Joe McHugh.
Selon la Constitution de l'Irlande, l'éducation peut avoir lieu à la maison ; cependant, cela a été l'objet de problèmes légaux car le niveau minimal requis pour l'instruction à la maison n'est pas explicitement défini par l'État selon la constitution.
En 1973, l'obligation d'inclure l'irlandais dans le certificat d'enseignement secondaire (Leaving Certificate) a été levée, cependant les élèves des écoles financées par l'État doivent étudier l'irlandais. Il est possible d'en être dispensé, en particulier pour les élèves ayant passé plusieurs années à l'étranger ou les élèves ayant des difficultés d'apprentissage.
La langue d'enseignement est donc l'anglais à tous les niveaux, sauf dans les Gaelscoileanna (écoles de langue gaélique), où la langue d'enseignement est l'irlandais, qui deviennent de plus en plus populaires. Les programmes des universités sont généralement enseignés en anglais, mais certains le sont en irlandais.

## L'enseignement primaire
Le programme d'enseignement primaire (Primary School Curriculum), qui date de 1999, est enseigné dans toutes les écoles primaires. Ce document, issu du National Council for Curriculum and Assessment, se distingue en laissant aux instances religieuses toute autorité sur l'éducation religieuse dans les écoles qu'elles contrôlent. Le but du programme est de faire sentir à l'enfant son individualité :
« […] comme cela s'exprime dans la personnalité, l'intelligence et le potentiel de développement de chaque enfant. Il est conçu pour nourrir l'enfant dans tous les aspects de sa vie — spirituelle, morale, cognitive, émotionnelle, imaginative, esthétique, sociale et physique […] »
De 1929 à 1967, cet enseignement était sanctionné par un examen de fin d'études primaires (Primary Certificate Examination), jusqu'à l'introduction du premier programme, le Curaclam na Bunscoile (1971) ; cependant, des examens informels existent toujours en fin de cycle primaire.
L'enseignement primaire dure huit ans :
- Junior and Senior Infants (4-5 ans), correspondant à l'école maternelle
- 1re année à 6e année (6 à 12 ans)

### Types d'établissements
L'enseignement primaire peut être dispensé dans une école nationale, une gaelscoil ou une école multi-confessionnelle. Ces deux dernières peuvent être en même temps des écoles nationales. Cependant, malgré ces différents types, les parents n'ont souvent pas le choix de l'école où inscrire leur enfant à cause du peu de choix disponible au niveau local. Cela pose un problème dans les zones accueillant une forte population immigrée, où beaucoup de familles ne sont pas catholiques mais où les seules écoles disponibles sont catholiques. Les écoles catholiques qui reçoivent trop d'inscriptions peuvent demander aux parents un certificat de baptême, pour n'accueillir que les enfants catholiques.
- Les écoles nationales datent de l'introduction de l'enseignement public au début du XIXe siècle. Elles sont souvent dirigées par un comité sous patronage religieux, incluant souvent un prêtre local. À certains endroits, ces écoles sont les seules disponibles et sont donc pratiquement synonymes d'enseignement primaire.
- Les Gaelscoileanna (école primaire) et les Gaelcholáistí (école secondaire) sont une invention récente, datant de la fin du XXe siècle, bien que l'enseignement public en langue irlandaise existe depuis longtemps. La langue d'enseignement de ces écoles est l'irlandais, et on en trouve maintenant dans tout le pays. Elles diffèrent des écoles de langue irlandaise publiques par leur direction : elles sont dirigées par une organisation pour l'irlandais, Foras Pátrúnachta na Scoileanna Lán-Ghaeilge.
- Les écoles du Gaeltacht - primaire et secondaire. C'est presque la même chose que les Gaelscoil / Gaelcholáiste mais ce sont des écoles des régions où la langue Irlandaise est typiquement parlée.
- Les écoles multi-confessionnelles sont également une invention récente. Elles sont dirigées par des entreprises à but non lucratif et non cotées en Bourse. Elles sont souvent ouvertes à la demande de parents, pour accueillir des élèves de tous horizons et de toutes religions. Beaucoup sont dirigées par une organisation nommée Educate Together.

## L'enseignement secondaire
Il concerne les élèves à partir de 12 ans. La plupart d'entre eux le suivent, environ 99 % des élèves qui quittent l'école passent l'examen de fin d'études secondaires, le Leaving Certificate.
L'enseignement dure cinq ou six ans et se décompose en deux cycles distincts :
- le cycle junior (Junior Cycle) (3 ans) ;
- le cycle sénior (Senior Cycle) (2 ans).

Il est courant, mais pas obligatoire, que les élèves séparent les deux cycles par une année dite « de transition » (Transition Year), pendant laquelle ils se consacrent à des activités extrascolaires ou des études à caractère plus professionnel. Dans certaines écoles, l'année de transition est obligatoire.
Le document Rules and Programme for Secondary Schools, publié par le ministère de l'Éducation et des Sciences Department of Education and Science, établit les connaissances requises pour chaque cycle de l'enseignement secondaire ; d'autres documents permettent de définir plus précisément les connaissances requises dans chaque matière. Les examens sont vérifiés par la Commission d'État aux examens (State Examinations Commission).
Les établissements secondaires peuvent être de plusieurs types :
- Les écoles secondaires sont les plus nombreuses (elles prennent en charge environ 55 % des élèves du secondaire). Elles sont entièrement financées par l'État et ne demandent pas de frais de scolarité. Elles sont très souvent gérées par l'Église ou des ordres religieux.
- Les écoles professionnelles dispensent une variante plus professionnelle de l'enseignement secondaire. Elles sont gérées par les comités d'enseignement professionnel (Education and Training Board, ETB) du gouvernement local. Elles participent également à la formation des adultes.
- Certaines écoles secondaires (comprehensive schools) combinent l'enseignement général et professionnel. Elles sont gérées par un conseil d'administration et financées par le ministère de l'Éducation.
- Les écoles communautaires sont entièrement gérées de manière privée mais sont financées par l'État [6]

Dans les zones urbaines, les parents ont un large choix d'écoles pour leurs enfants. L'enseignement secondaire a vocation à approfondir autant qu'à élargir les connaissances, et à préparer les élèves à la vie active ou à l'enseignement supérieur, de manière analogue au système éducatif écossais.
En novembre 2006, pour la première fois, les 720 établissements d'enseignement secondaire d'Irlande ont été décrits dans un livre de Colm Murphy et Daniel McConnell, The Sunday Times Guide to Secondary Schools in Ireland, a Definitive Guide for Parents. Ce livre a été publié malgré l'opposition des syndicats d'enseignants et du ministère de l'Éducation et est devenu un best-seller.

### Le cycle junior
Il dure trois ans pendant lesquels les élèves étudient dix matières dont certaines sont obligatoires : l'anglais, le gaélique, les mathématiques, l'histoire, la géographie, une ou deux langues étrangères, et l'instruction civique, sociale et politique. L'irlandais n'est pas obligatoire pour les élèves qui sont entrés dans le système après l'âge d'onze ans, ou des élèves touchés par des difficultés d'apprentissages particuliers.
Le cycle junior est sanctionné par l'examen du Junior Certificate. Cet examen peut être passé à partir de 14 ans et trois années d'étude en cycle junior.

### Le cycle senior
Il dure deux ans et se termine par l'examen du Leaving Certificate. Les élèves décident à l'avance à quel niveau ils passent chaque épreuve de ce Leaving Certificate. Il y a trois niveaux disponibles :
- Foundation Level (niveau fondamental) - seulement en Anglais, Irlandais et Mathématiques ;
- Ordinary Level (niveau normal) ;
- Higher Level (niveau supérieur).

Les élèves doivent passer le Leaving Certificate dans six matières différentes au minimum. L'anglais, l'irlandais et les mathématiques sont obligatoires. Les candidats choisissent souvent une langue étrangère parmi leurs épreuves, faute au besoin d'avoir étudié une langue étrangère pour s'inscrire aux universités nationaux, et le français est la langue la plus choisie.[réf. souhaitée]
En fonction des niveaux choisis, les candidats obtiennent plus ou moins de points au Leaving Certificate, ce qui conditionne leur admissibilité à l'université. À titre d'exemple, en 2002, il fallait 570 points pour suivre des études de droit au Trinity College de Dublin, ou 310 pour un cursus d'informatique à l'University College of Dublin. 
Le Leaving Certificate est l'examen de la filière générale, mais il y a des alternatives : le Leaving Certificate Vocational Programme, préparé dans les écoles professionnelles, est une variante proche de l'examen normal mais à orientation plus professionnelle. Quant au Leaving Certificate Applied, il s'adresse surtout aux élèves ne désirant pas poursuivre d'études supérieures, et met l'accent sur les connaissances sociales et professionnelles essentielles.

## L'enseignement supérieur
Les diplômes de l'enseignement supérieur sont décernés par l'université de la ville de Dublin, le Institut de technologie de Dublin, le Higher Education and Training Awards Council, l'université nationale d'Irlande, l'université de Dublin et l'université de Limerick ; ce sont là les autorités autorisées par le gouvernement irlandais à délivrer des diplômes d'enseignement supérieur à tous les niveaux. Le King's Inns de Dublin a également un rôle spécialisé en permettant aux candidats au diplôme de barrister de se former.
Certains établissements d'enseignement supérieur sont liés, ou font partie d'une université, tandis que d'autres sont des institutions reconnues par le Higher Education and Training Awards Council ; ceci inclut les instituts de technologie et les colleges of education et d'autres établissements indépendants. Certains établissements ont une autorité déléguée du Higher Education and Training Awards Council, ce qui leur permet de décerner des diplômes en leur nom propre.
Certaines universités comme l'université de Limerick ou l'université de la ville de Dublin ont procédé à la modularisation de leurs cours, utilisant en particulier le système ECTS. Le processus de Bologne et la recherche appliquée sont les préoccupations majeures de l'enseignement supérieur actuellement, ainsi que les structures de l'université nationale d'Irlande et le Trinity College de Dublin.
La plupart des établissements publient un document intitulé Marks & Standards, qui informe sur les critères requis pour obtenir les diplômes, tandis que des documents spécifiques sur les programmes donnent d'autres informations. Contrairement à ce qui se pratique dans le reste du système éducatif, l'entrée à l'université est très sélective, c'est ce qu'on appelle la « course aux points » (points race). En 2001, le pourcentage d'élèves du secondaire entrant en enseignement supérieur a dépassé 50 % pour la première fois ; en 2005, il était d'environ 55 %, et selon les estimations, il augmentera d'environ 1 % par an au cours de la décennie à venir.
Grâce au programme Free Fees Initiative, le ministère des Finances prend en charge les frais d'université des étudiants remplissant les critères d'études, de nationalité et de résidence demandés. Les frais d'inscription sont d'environ 2 000 euros et doivent être payés au début de l'année universitaire pour la plupart des études ; ces frais couvrent l'inscription, les examens et les services aux étudiants.
Cinq des sept universités d'Irlande offrent une entrée ouverte à tous pour les études menant au baccalauréat des arts, et les étudiants peuvent choisir une spécialisation au bout de la première année d'études. Les deux universités qui n'offrent pas cette possibilité (le Trinity College et l'université de la ville de Dublin) permettent de préparer un baccalauréat des arts dans certaines matières spécifiques : théâtre, journalisme, latin, histoire, japonais ou relations internationales. Au Trinity College, les étudiants qui veulent passer un baccalauréat des arts doit choisir deux matières cohérentes, par exemple le français et la philosophie, et se concentrer sur une des deux matières lors de la dernière année. Le baccalauréat des arts proposé par l'université nationale d'Irlande se déroule au St. Patrick's College of Education, un établissement dépendant de l'université, et est appelé Bachelor of Arts in Humanities (« baccalauréat des arts en sciences humaines »).
Une loi sur l'enseignement supérieur a été voté en 1997. Entre 1960 et 1997, le système d’enseignement supérieur est passé d’un système élitiste à un système de masse.

## La formation continue
La formation continue a été pendant des années le « parent pauvre » du système éducatif irlandais. Elle offrait des formations diverses, souvent mal définies, à travers différents types de structures. Cela incluait les différents apprentissages, la puériculture, l'agriculture, le commerce ou le tourisme.
Le Further Education and Training Awards Council (« Conseil des récompenses de l'éducation professionnelle et de l'apprentissage ») contrôle les diplômes de formation continue. Celle-ci s'est largement développée au cours des dernières années, avec l'aide des institutions, et parce que les types et les domaines de ces diplômes ont été redéfinis afin de redonner confiance aux candidats à la formation continue.

## Milieu associatif
Les associations étudiantes sont parties prenantes du système universitaire irlandais. Chaque université regroupe plusieurs associations. Au Trinity College, la University Philosophical Society, la Historical Society et la Society for International Affairs sont les principales associations organisant la vie étudiantes sur le campus.